# Elezioni regionali in Trentino-Alto Adige del 1993
Le elezioni regionali in Trentino-Alto Adige del 1993 per il rinnovo del Consiglio Regionale si tennero il 21 novembre. L'affluenza fu dell'88,39%.
La Südtiroler Volkspartei (SVP) e la Democrazia Cristiana (DC) risultarono i due partiti più votati a livello regionale. Comunque mentre l'SVP mantenne la maggioranza assoluta nella Provincia autonoma di Bolzano, la DC fu la vera perdente delle elezioni. Infatti il partito, molto danneggiato dallo scandalo Tangentopoli, perse metà dei suoi voti, sia nella Provincia di Bolzano che nella Provincia autonoma di Trento, dove perse molto voti in favore del Partito Autonomista Trentino Tirolese (PATT) e della Lega Nord Trentino. Senza più il collante ideologico, il sistema proporzionale frazionò il consiglio in una miriade di piccoli partitini.
Dopo le elezioni, l'SVP, la DC e il PATT formarono una coalizione a livello regionale, guidata da Tarcisio Grandi (PPI). Luis Durnwalder (SVP) venne confermato Presidente della Provincia autonoma di Bolzano, mentre Carlo Andreotti (PATT) divenne Presidente della Provincia autonoma di Trento. Fu la prima volta che la Provincia non venne guidata un democristiano. Nel corso della legislatura, diedero il loro appoggio anche il PDS e i Ladini.

## Risultati
| Liste                                                         | Voti                | %                   | Seggi               |
| Riepilogo regionale                                           | Riepilogo regionale | Riepilogo regionale | Riepilogo regionale |
| ------------------------------------------------------------- | ------------------- | ------------------- | ------------------- |
| Südtiroler Volkspartei                                        | 160.186             | 23,99               | 19                  |
| Democrazia Cristiana                                          | 87.896              | 14,26               | 11                  |
| Partito Autonomista Trentino Tirolese                         | 62.138              | 10,08               | 7                   |
| Lega Nord                                                     | 50.210              | 9,61                | 7                   |
| Movimento Sociale Italiano - Destra Nazionale                 | 45.176              | 7,33                | 5                   |
| La Rete                                                       | 32.195              | 5,22                | 4                   |
| Partito Democratico della Sinistra                            | 28.416              | 4,61                | 3                   |
| Verdi-Grüne-Vërc                                              | 21.293              | 3,46                | 2                   |
| Die Freiheitlichen                                            | 18.669              | 3,03                | 2                   |
| Union für Südtirol                                            | 14.777              | 2,40                | 2                   |
| Lega Autonomia Trentino                                       | 12.014              | 1,95                | 1                   |
| Solidarietà                                                   | 10.025              | 1,63                | 1                   |
| Alleanza per il Trentino                                      | 9.192               | 1,49                | 1                   |
| Unione di Centro                                              | 8.392               | 1,36                | 1                   |
| Partito della Rifondazione Comunista                          | 7.825               | 1,27                | 1                   |
| Alleanza Democratica                                          | 6.945               | 1,13                | 1                   |
| Moviment Politich Ladins                                      | 6.058               | 0,98                | 1                   |
| Partito Socialista Democratico Italiano                       | 5.273               | 0,86                | 1                   |
| Partito Socialista Italiano                                   | 3.847               | 0,62                | -                   |
| Lega Tridente                                                 | 3.511               | 0,57                | -                   |
| Partito Repubblicano Italiano                                 | 3.364               | 0,55                | -                   |
| Lista Socialista Trentino                                     | 3.272               | 0,53                | -                   |
| Popolari per il Trentino                                      | 3.259               | 0,53                | -                   |
| Partito della Legge Naturale                                  | 1.709               | 0,28                | -                   |
| I Democratici                                                 | 1.071               | 0,17                | -                   |
| Partito Democratico                                           | 507                 | 0,08                | -                   |
| Totale                                                        | 616.220             |                     | 70                  |
| Provincia autonoma di Trento                                  |                     |                     |                     |
| Democrazia Cristiana                                          | 74.274              | 24,09               | 9                   |
| Partito Autonomista Trentino Tirolese                         | 62.138              | 20,15               | 7                   |
| Lega Nord                                                     | 50.095              | 16,24               | 6                   |
| La Rete                                                       | 29.386              | 9,53                | 4                   |
| Partito Democratico della Sinistra                            | 19.370              | 6,28                | 2                   |
| Lega Autonomia Trentino                                       | 12.014              | 3,90                | 1                   |
| Solidarietà                                                   | 10.025              | 3,25                | 1                   |
| Movimento Sociale Italiano - Destra Nazionale                 | 9.343               | 3,03                | 1                   |
| Alleanza per il Trentino (Verdi, PSI, Radicali e Referendari) | 9.192               | 2,98                | 1                   |
| Partito della Rifondazione Comunista                          | 5.506               | 1,79                | 1                   |
| Partito Socialista Democratico Italiano                       | 5.273               | 1,71                | 1                   |
| Alleanza Democratica                                          | 4.240               | 1,37                | 1                   |
| Lega Tridente                                                 | 3.511               | 1,14                | -                   |
| Partito Repubblicano Italiano                                 | 3.364               | 1,09                | -                   |
| Lega Socialista Trentino                                      | 3.272               | 1,06                | -                   |
| Popolari per il Trentino                                      | 3.259               | 1,06                | -                   |
| Unione di Centro                                              | 3.049               | 0,99                | -                   |
| I Democratici                                                 | 1.071               | 0,35                | -                   |
| Totale                                                        | 308.382             |                     | 35                  |
| Provincia autonoma di Bolzano                                 |                     |                     |                     |
| Südtiroler Volkspartei                                        | 160.186             | 52,04               | 19                  |
| Movimento Sociale Italiano - Destra Nazionale                 | 35.833              | 11,64               | 4                   |
| Verdi-Grüne-Vërc                                              | 21.293              | 6,92                | 2                   |
| Die Freiheitlichen                                            | 18.669              | 6,06                | 2                   |
| Union für Südtirol                                            | 14.777              | 4,8                 | 2                   |
| Democrazia Cristiana                                          | 13.622              | 4,43                | 2                   |
| Lega Nord                                                     | 9.115               | 2,96                | 1                   |
| Partito Democratico della Sinistra                            | 9.046               | 2,94                | 1                   |
| Moviment Politich Ladins                                      | 6.058               | 1,97                | 1                   |
| Unione di Centro                                              | 5.343               | 1,74                | 1                   |
| Partito Socialista Italiano                                   | 3.847               | 1,25                | -                   |
| La Rete                                                       | 2.809               | 0,91                | -                   |
| Alleanza Democratica                                          | 2.705               | 0,88                | -                   |
| Partito della Rifondazione Comunista                          | 2.319               | 0,75                | -                   |
| Partito della Legge Naturale                                  | 1.709               | 0,56                | -                   |
| Partito Democratico                                           | 507                 | 0,16                | -                   |
| Totale                                                        | 307.838             |                     | 35                  |

| Riepilogo dei seggi | Riepilogo dei seggi | Riepilogo dei seggi | Riepilogo dei seggi | Riepilogo dei seggi | Riepilogo dei seggi | Riepilogo dei seggi |
| ------------------- | ------------------- | ------------------- | ------------------- | ------------------- | ------------------- | ------------------- |
|                     |                     |                     |                     |                     |                     |                     |
| PRC                 | 1                   | Nuovo               |                     | PDS                 | 3                   | Nuovo               |
| Verdi-Grüne-Vërc    | 2                   | ━                   |                     | AD                  | 1                   | Nuovo               |
| PSDI                | 1                   | ━                   |                     | La Rete             | 4                   | Nuovo               |
| LN                  | 7                   | Nuovo               |                     | Civiche             | 3                   | Nuovo               |
| Ladins              | 1                   | Nuovo               |                     | PATT                | 7                   | ▲ 4                 |
| SVP                 | 19                  | ▼ 3                 |                     | DC                  | 11                  | ▼ 8                 |
| UdC                 | 1                   | ━                   |                     | UfS                 | 2                   | ━                   |
| Die Freiheitlichen  | 2                   |                     |                     | MSI-DN              | 5                   | ━                   |
| DP                  | 0                   | ▼ 0                 |                     | PCI                 | 0                   | ▼ 4                 |
| LV                  | 0                   | ▼ 3                 |                     | PSI                 | 0                   | ▼ 5                 |
| PRI                 | 0                   | ▼ 1                 |                     |                     |                     |                     |